# Teodor II Paleòleg
Teodor II Paleòleg (en grec:Θεόδωρος Β΄ Παλαιολόγος, Theodōros II Palaiologos), fou el cinquè dèspota de Morea. Va centrar els seus esforços en la unificació del Peloponès sota control de l'Imperi Romà d'Orient.

## Orígens i accés al Despotat de Morea
Teodor II Paleòleg era fill de l'emperador romà d'Orient Manuel II Paleòleg i de la seva esposa Helena Dragaš. El seu avi matern era el príncep serbi Constantí Dragaš. Els seus germans eren els emperadors Joan VIII Paleòleg, Constantí XI Paleòleg. També eren germans seus Demetri II Paleòleg i Tomàs Paleòleg, que van ser dèspotes de Morea, i Andrònic Paleòleg, dèspota a Tessalònica.
Quan Teodor tenia poc més de deu anys, el seu pare el va proclamar dèspota i el va enviar a Morea després de la mort del seu oncle Teodor I Paleòleg el 1407. El noble Nicolau Eudaimonoioannes va ser nomenat el seu tutor i regent.

## La lluita pel control del Peloponès
El primer període del seu govern va ser una època de guerra, contra el Principat d'Acaia i les possessions venecianes a la zona, per la unificació del Peloponès. Entre els enemics de Teodor II estava el comte venecià Carles I Tocco, que va enviar tropes per impedir la reconquesta romana d'Orient de Patres. Durant la minoria d'edat de Teodor, el seu pare es va establir a Morea i va supervisar l'administració i la defensa de la província; va ser llavors que es va reconstruir la muralla de l'istme de Corint. Els venecians anaven guanyant terreny, Lleonard II Tocco, germà del comte va prendre possessió de la fortalesa de Clarença i Centurió II Zacaries, senyor d'Acaia, va haver de cedir més territoris. La guerra a Morea va començar anant desfavorablement als romans d'Orient.
El matrimoni de Teodor amb Cleofa Malatesta va suposar un canvi dràstic en la política; aquest es va arranjar amb l'ajut del papa Martí V, que era oncle de la noia.
El febrer del 1423 es va establir una treva entre Carles I Tocco, Centurió II Zacaries i Teodor II, a proposta dels venecians que volien fer un front comú contra la invasió otomana. Aquell estiu Turakhan Beg va atacar la costa del Peloponès. Sota pressió de Carles I Tocco, Teodor II va demanar ajut al seu germà Joan VIII. Malgrat la treva proposada pels venecians, Teodor va continuar les hostilitats amb Acaia i va capturar Centurió Zaccaria el juny del 1424. L'ajut demanat a Constantinoble va arribar en forma de reforços militars comandats pel germà Constantí, al qual va fer cogovernant de Morea el 1428. Els esforços conjunts dels germans van contribuir a una victòria naval el 1427 a les illes Equínades, que va destruir la flota veneciana, i a la conquesta de Patres el 1430.
Per altra banda l'emperador Joan VIII va declarar Constantí regent de l'imperi durant el seu viatge a Florència el 1438, cosa que feia pensar que seria el seu probable successor, ja que Joan no tenia fills. Els anys següents van estar marcats per disputes amb Constantí sobre el tema successori. Finalment Teodor II va renunciar la seva aspiració al tron a canvi de l'apanatge de Selímbria (Silivri), que li va ser concedit el 1443. Cinc anys més tard va morir víctima de l'epidèmia de pesta que va afectar Selímbria.
El Despotat de Morea va passar durant un temps a estar governat directament per Constantí fins que va delegar en l'altre germà, Demetri II Paleòleg.

## Matrimoni i descendència
Teodor II es va casar amb Cleofa Malatesta, una aristòcrata italiana filla del comte de Pesaro, i van tenir almenys una filla:
- Helena Paleòloga, que es va casar amb el rei Joan II de Xipre.

Amb un dida va tenir un fill il·legítim:
- Tomàs Emanuele Pietro Paleòleg, que va anar a viure amb la seva germana a Xipre.